# جون آرثر اندروز
جون آرثر اندروز (بالإنجليزية: John Arthur Andrews)‏ هو صحفي وشاعر أسترالي، ولد في 27 أكتوبر 1865 في بنديجو في أستراليا، وتوفي في 26 يوليو 1903 بسبب سل.